# Jozi Cats
Jozi Cats (español: Gatos Jozi) es un club sudafricano de rugby gay e inclusivo fundado en 2015 y con sede en Johannesburgo. El club es el primer club de rugby gay e inclusivo de África.

## Historia
El club se fundó en 2015. Durante 2016, el club lanzó una campaña de reclutamiento que desafiaba los insultos y estereotipos homófobos. La campaña muestra carteles de miembros del equipo acompañados de palabras como «reina», «hada» y «mariquita» y atrajo la atención internacional.
El club ha recorrido pueblos y ciudades de Sudáfrica como Bloemfontein, Puerto Elizabeth, Ciudad del Cabo y Stellenbosch difundiendo el mensaje de tolerancia e inclusión en el deporte.
En abril de 2017, tras conseguir el patrocinio de Exclusive Books, la mayor cadena de venta de libros de Sudáfrica, los Jozi Cats se convirtieron en el primer club no europeo invitado a participar en la Copa de la Unión bienal que se celebró en Madrid, España.

## Campaña
Con un pequeño número de miembros, y dificultades para reclutar patrocinadores o el número de miembros necesarios para ser tomado en serio como un club de rugby, su entonces presidente Teveshan Kuni se le preguntó al entonces jefe de Relaciones Públicas de Havas Chris Verrijdt si se podía generar algo de atención mediática para ayudar a reforzar los números. Verrijdt creó la campaña «Rugby That's So Gay!», centrada en los mismos ideales sobre los que se fundó el equipo: un equipo de rugby inclusivo que abordaba de forma única el problema de la homofobia a través del deporte.
La campaña mediática, consistente en siete imágenes de jugadores actuales acompañadas de un insulto homófobo y una imagen de grupo que anunciaba el nombre de la campaña, fue todo un éxito: captó la atención de más de 315 millones de personas en más de 126 países y fue recogida por numerosos medios de comunicación internacionales, incluyendo de Australia y los Estados Unidos, y un gran apoyo a través de las redes sociales.